# 114987 Tittel
114987 Tittel este un asteroid din centura principală de asteroizi.

## Descriere
114987 Tittel este un asteroid din centura principală de asteroizi. A fost descoperit pe 26 august 2003 la Piszkesteto de Krisztián Sárneczky și Brigitta Sipőcz. Asteroidul prezintă o orbită caracterizată de o semiaxă mare de 3,14 ua, o excentricitate de 0,10 și o înclinație de 2,6° în raport cu ecliptica.